# 永平镇 (垫江县)
永平镇，是中华人民共和国重庆市垫江县下辖的一个乡镇级行政单位。

## 行政区划
永平镇下辖以下地区：
秋桥社区、金光村、光辉村、罐石村、双堡村、石平村和鲜花村。